# ليليان والد
ليليان دي. والد (بالإنجليزية: Lillian Wald)‏ (10 مارس 1867 – 1 سبتمبر 1940) هي ممرضة وصاحبة أعمال إنسانية وكاتبة أمريكية. عُرفت بمساهماتها في مجال حقوق الإنسان وأسست نظام الرعاية المجتمعية الأمريكي. أسست سكن هنري ستريت في مدينة نيويورك وكانت من أوائل المؤيدين لوجود الممرضات في المدارس الحكومية.
بعد نشأتها في أوهايو ونيويورك، أصبحت والد ممرضة. التحقت لوقت قصير بكلية الطب وبدأت بتدريس صفوف الصحة المجتمعية. بعد تأسيس سكن هنري ستريت، أصبحت ناشطة في مجال حقوق المرأة والأقليات. ناضلت من أجل حق التصويت وكانت داعمة للاندماج العرقي. شاركت في تأسيس الجمعية الوطنية للنهوض بالملونين.
توفيت والد عام 1940 عن عمر 73.

## سيرتها المهنية في التمريض
عملت والد لفترة من الزمن في مأوى نيويورك للأحداث (يدعى اليوم قرية الأطفال)، وهو ميتم كانت ظروفه رديئة. بحلول عام 1893، تركت كلية الطب وبدأت بإعطاء صفوف في التمريض للعائلات المهاجرة الفقيرة في الجانب الشرقي السفلي (لوور إيست سايد) من مدينة نيويورك في المدرسة العبرية التقنية للفتيات. وبعدها بوقت قصير بدأت بالاعتناء بالسكان المرضى في الجانب الشرقي السفلي بصفتها ممرضة زائرة. انتقلت مع ممرضة أخرى، ماري بروستر، للسكن في غرفة بسيطة قرب مرضاها، حتى تتمكن من رعايتهم بشكل أفضل. صاغت في ذلك الوقت مصطلح «ممرضة الصحة العامة» لوصف الممرضات اللاتي يندمج عملهن مع المجتمع العام.
دعت والد إلى تدريس علم التمريض في المدارس الحكومية. قادت أفكارها مجلس نيويورك للصحة إلى إعداد أول نظام تمريض رسمي في العالم. كانت أول رئيس للمنظمة الوطنية لتمريض الصحة العامة. أسست والد شراكة تأمين تمريضي مع شركة ميتروبوليتان للتأمين على الحياة التي أصبحت نموذجًا للعديد من المشاريع المؤسسية الأخرى. اقترحت خطة وطنية للتأمين الصحي وساعدت على تأسيس كلية التمريض في جامعة كولومبيا. ألّفت والد كتابين مرتبطين بعملها في الصحة المجتمعية، المنزل في هنري ستريت (1911) ونوافذ على هنري ستريت (1934).
أسست والد ما يُدعى بسكن هنري ستريت. جذبت هذه المنظمة انتباه المُحسن اليهودي البارز جايكوب شيف، الذي قدم المال لوالد بشكل سري لتأمين الرعاية «لليهود الروس الفقراء» بكفاءة عالية. بحلول عام 1906 امتلكت والد 27 ممرضة ضمن طاقم العمل، ونجحت في جذب دعم مالي كبير من غير اليهود مثل إليزابيث ميلبانك أندرسون. بحلول عام 1913 نما طاقم العمل ووصل إلى 92 شخص. تطور سكن هنري ستريت لاحقًا ليصبح تحت اسم خدمة الممرضة الزائرة في مدينة نيويورك.

## سكن هنري ستريت
لم تكن رؤية والد لهنري ستريت كنظرة الآخرين له في ذلك الوقت. آمنت والد بأنه كان يحق لكل ساكن في مدينة نيويورك الحصول على رعاية صحية عادلة بصرف النظر عن حالته الاجتماعية أو حالته الاقتصادية الاجتماعية أو عرقه أو جنسه أو عمره. قالت إنه يجب أن تتوفر عند كل شخص إمكانية الحصول على الرعاية في المنزل. تُعد مناصرة قوية لحق المعاملة والرعاية الملائمة للمرضى، إذ آمنت والد أنه بغض البصر عما إذا كان المريض قادرًا على تحمل تكاليف الرعاية المنزلية، فإنه يستحق أن يُعامل بنفس مستوى الاحترام الذي يتلقاه المريض الذي يتمكن من تحمل تكاليف هذه الرعاية.

### المزايا الاجتماعية لسكن هنري ستريت
يمكن القول إنه أحد أهم التغييرات في قطاع الصحة العامة، إذ قدم السكن أكثر بكثير من مجرد تأمين رعاية طبية أفضل. غيّر السكن منظور الرعاية الصحية العامة في مدينة نيويورك بالتركيز على رعاية النساء والأطفال أساسًا. ساعدت هذه البرامج على تقليص الوقت الذي يمضيه المرضى في المشافي في حين جعلَ الرعاية المنزلية متاحة أكثر وذات فعالية أكبر.

## الجوائز
- قاعة الشهرة الوطنية للمرأة[12]
- قاعة مشاهير نساء أوهايو  [لغات أخرى]‏

## روابط خارجية
- ليليان والد على موقع الموسوعة البريطانية (الإنجليزية)
- ليليان والد على موقع إن إن دي بي (الإنجليزية)